# Primula secc. Proliferae
Primula secc. Proliferae, se refiere a especies de  Primula sección Proliferae (anteriormente Candelabra). Incluye las siguientes especies:

## Especies
- Primula aurantiaca
- Primula bulleyana
- Primula burmanica
- Primula chungensis
- Primula cockburniana
- Primula cooperi
- Primula japonica
- Primula mallophylla
- Primula melanodonta
- Primula miyabeana
- Primula poissonii
- Primula polonensis
- Primula prenantha
- Primula prolifera
- Primula pulverulenta
- Primula secundiflora
- Primula serratifolia
- Primula stenodonta
- Primula wilsonii